# إد رويس
إد رويس (بالإنجليزية: Ed Royce) مواليد 12 أكتوبر 1951 في لوس أنجلوس، هو سياسي أمريكي وعضو في مجلس النواب الأمريكي. وهو عضو في الحزب الجمهوري.

## النشأة والتعليم
ولد في لوس أنجلوس. درس في مدرسة كاتلا الثانوية في آناهايم. حصل على درجة البكالوريوس في المحاسبة في سنة 1977.